# 내 집이 나타났다
《내 집이 나타났다》는 2017년 2월 3일부터 2017년 3월 24일까지 JTBC에서 매주 금요일 밤 9시에 방영된 예능 프로그램이다.

## MC
- 이경규 : 2017년 2월 3일 ~ 2017년 3월 24일
- 채정안 : 2017년 2월 3일 ~ 2017년 3월 24일
- 양진석 : 2017년 2월 3일 ~ 2017년 3월 24일

## 스타 게스트
- 1회 : 권상우 → 2017년 2월 3일
- 2회 : 김종국 → 2017년 2월 10일
- 3회 : 장혁 → 2017년 2월 17일
- 4회 : 한지민 → 2017년 2월 24일
- 5회 : 주상욱 → 2017년 3월 3일
- 6회 : 이정진 → 2017년 3월 17일

## 결방
- 2017년 3월 10일 : JTBC 특집토론 방송으로 결방

## 시청률

### 2017년
| 회차 | 방송일   | 시청률         | 시청률 |
| 회차 | 방송일   | AGB 닐슨(전국) |        |
| ---- | -------- | -------------- | ------ |
| 1회  | 2월 3일  | 3.6%           |        |
| 2회  | 2월 10일 | 4.7%           |        |
| 3회  | 2월 17일 | 3.6%           |        |
| 4회  | 2월 24일 | 3.8%           |        |
| 5회  | 3월 3일  | 3.9%           |        |
| 6회  | 3월 17일 | 3.3%           |        |
| 7회  | 3월 24일 | 1.7%           |        |

- AGB닐슨 미디어 리서치에서 공개한 표를 바탕으로 작성한 시청률이다. 빨간색 글씨는 최고 시청률, 파란색 글씨는 최저 시청률을 나타낸다.